# Sacraïsme
Le sacraïsme est un mouvement  littéraire et artistique  haïtien créé en 2002 par l association ANAC (Association Nino’ Art Cultura) de jeunes artistes jacméliens, ayant pour chef de file Pierre-Paul Ancion,,. Ce mouvement tend à promouvoir une culture compréhensive avant toute action décisive, concrète visant à transformer la société. Il prône une forme de spiritualité attachée aux croyances de l’haïtianité.

## Définition et Manifeste
Sacraïsme de par son étymologie vient du mot latin « sacra-æ »: sacre, le culte du sacré est en soi un état d’âme, une façon de concevoir, d’observer, d’étudier, de voir, d’interpréter les réalités matérielles, intellectuelles, spirituelles et de l’essence des hommes particulièrement de l’être haïtien. C'est un mouvement qui ne suit la philosophie spiritualiste de Bergson, Maine de Biran, Cousin du 19e siècle en s'intégrant dans la vie culturelle de la jeunesse de Jacmel.  Parmi ces différentes approches sur l’être haïtien, le sacraïsme tente de fournir une réponse au phénomène d’homosexualité qu'il considère comme un acte libéral et d’orientations sexuelles, plus précisément comme un état d’âme. C'est aussi une réponse aux traditions particulièrement  dans la peinture où la représentation doit être différente de l’ordinaire.  
Le sacraïsme présente l’ignorance comme le pire ennemi de l’homme, ce qui est un obstacle ou du moins une entrave  à son émancipation. Ainsi, il prône la quête perpétuelle du savoir jusqu'au bout même de l'éternité.  Ce mouvement défend des principes comme la Sagesse, la Vie, l’Harmonie, la compréhension, la Tolérance et surtout l’Évolution, qu’ils expriment à travers un style de peinture riche, de forme totalement différente et des œuvres littéraires. Il conseille de "travailler à faire évoluer son degré de conscience. Le degré de conscience est le degré d’appréciation, de perception de l’univers observable".

## Les Pionniers
- Jean-Michel Gracia Montissole (1956 -)[7]
- Lafalaise Jean Alexandre, écrivain (1978 -)
- Confident Vady, peintre  (1968 -)
- Roy Jude Stanley, écrivain (1978 -)
- Jean Garibaldi, écrivain (1975 -)
- Polyné Mario, écrivain (1976 -)
- Ancion Jean Clédor Fils, écrivain (1973 -)
- Clérissont Pierrot, peintre ( - )
- Ambroise Anderson, peintre ( - )
- Jean Garibaldi, peintre ( - )
- Garreaud Réginald, peintre ( - )
- Jean Baptiste Marie José ( - )

## Œuvres littéraires sacraïstes
- ‘’La beauté du diable", de Pierre-Paul Ancion
- ‘’ La mangeuse de Pomme’’, de Pierre-Paul Ancion
- ‘’Dans la Bouche …comme dans le trou’’, de Pierre-Paul Ancion
- ’’Café noir’’, de Polyné Mario
- "Kimika et son huitième sacrement", de Pierre-Paul Ancion

## Liens Externes
1. Les mouvements littéraires français pdf
2. Les mouvements litteraires